# Сиамский крокодил
Сиа́мский крокоди́л (лат. Crocodylus siamensis) — крупное пресмыкающееся семейства настоящих крокодилов, обитает в некоторых странах Юго-Восточной Азии.

## Внешний вид
Большинство взрослых особей не превышает в длину 3 м, максимум 4 м, хотя гибриды с гребнистым крокодилом бывают гораздо больших размеров. Молодые сиамские крокодилы похожи на светло-окрашенных гребнистых, взрослые имеют более широкую морду и несколько иное расположение чешуи на шее.

## Образ жизни
Обитает в Камбодже, Индонезии, Малайзии, Лаосе, Мьянме, Вьетнаме, Таиланде и на острове Калимантан, предпочитает жить в болотах, небыстрых реках и по берегам озёр. Основу рациона составляет рыба, может также поедать амфибий, пресмыкающихся и небольших млекопитающих.
Половой зрелости достигает в возрасте 10 лет. Во время дождливого сезона (апрель—май) самка строит гнездо и откладывает 20—50 яиц. Примерно через 80 дней из них вылупляются крокодильчики, мать открывает гнездо и относит их к воде. Первое время она заботится о потомстве, защищает его от хищников.

## Популяция
Общая численность вида оценивается в 5000 особей. Практически во всех странах, исключая Камбоджу, находится под угрозой вымирания. Мероприятия по охране и разведению в неволе, проводимые в Камбодже, оказались довольно успешными, подобные программы существуют и в Таиланде.
Сиамский крокодил занесён в Красную Книгу как вымирающий вид. Основную опасность представляет охота и сокращение привычных мест обитания. Гибридизация с гребнистым крокодилом (в основном при разведении в неволе) также может угрожать генетической чистоте вида.

## Галерея

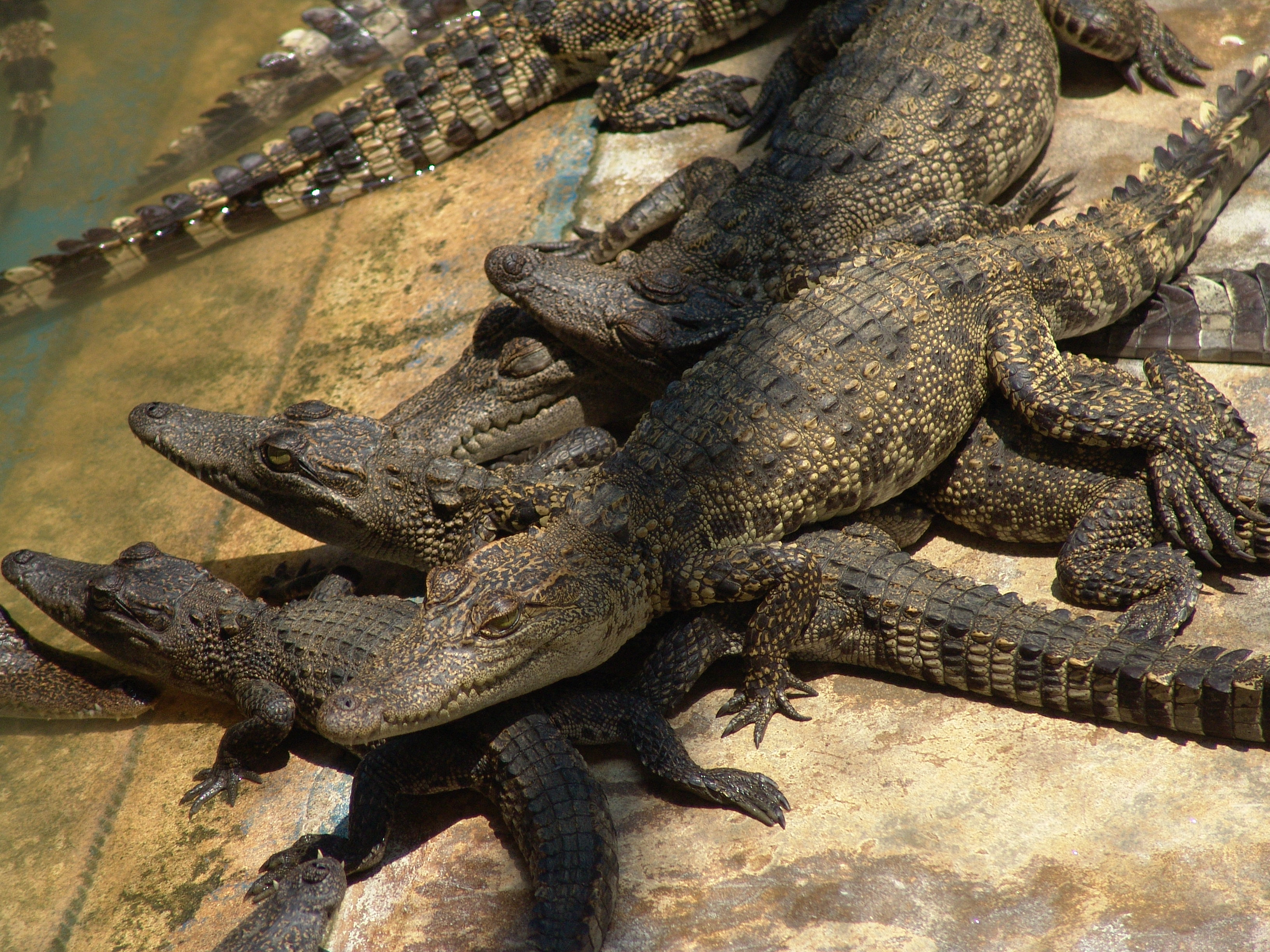
Сиамские крокодилы
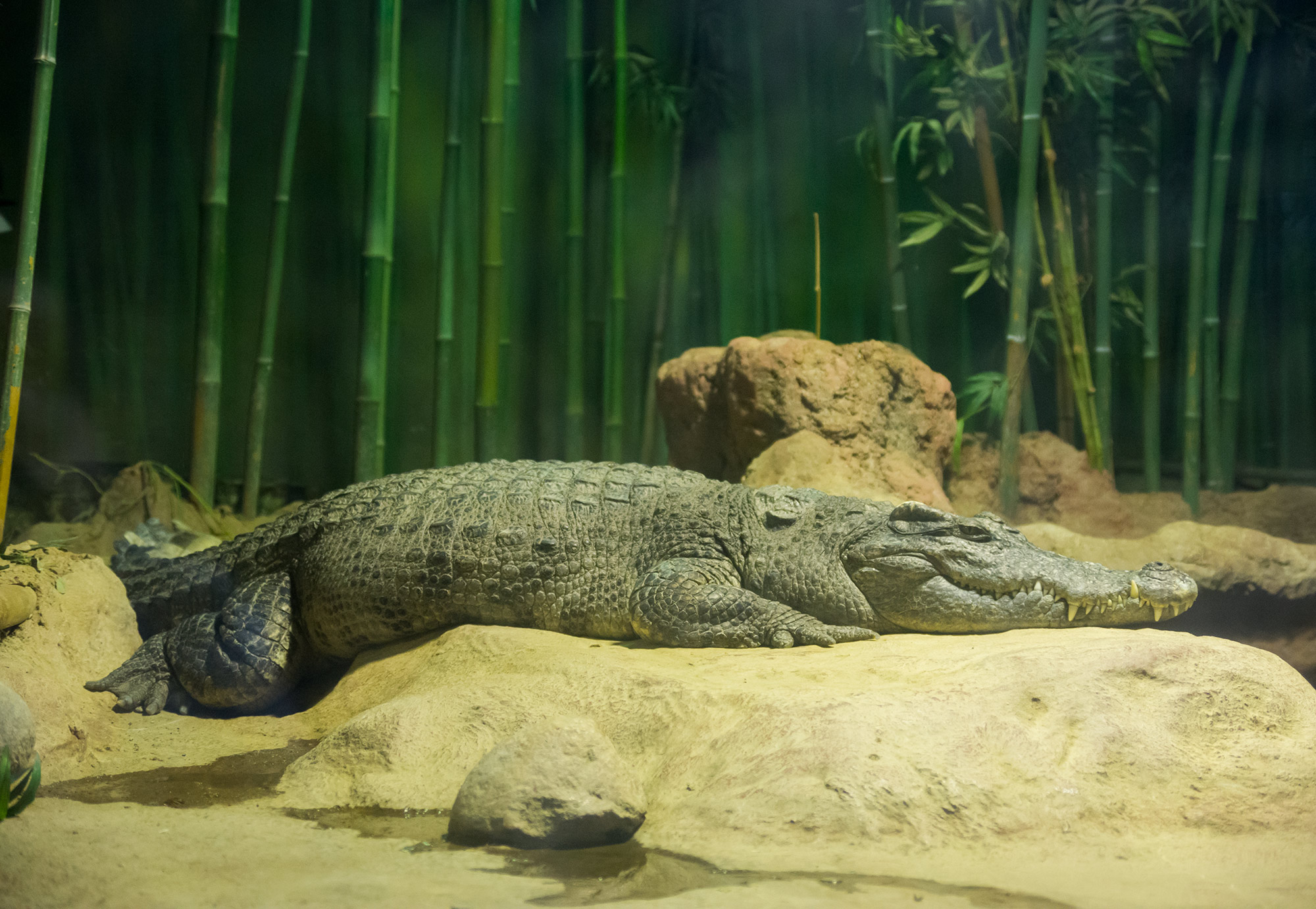
Сиамский крокодил в Московском зоопарке